# Wieczór z Jagielskim
Wieczór z Jagielskim, początkowo Wieczór z Wampirem – polski program telewizyjny typu talk-show prowadzony przez Wojciecha Jagielskiego. Początkowo był emitowany w RTL 7, lecz po zmianie formuły i nazwy był emitowany w latach 1999–2003 w TVP2 raz w tygodniu w piątkowy wieczór. Prowadzący zapraszał gości ze świata show-biznesu i zadawał im mało dyskretne pytania.
Od lutego 1998 do września 1999 program pod tytułem Wieczór z wampirem ukazywał się na antenie RTL7, w którym wyemitowano 120 odcinków.
W piątek 11 stycznia 2002 stacja TVP2 wyemitowała setny odcinek programu Wieczór z Jagielskim. W odcinku specjalnym, który poprowadził José Torres (szef zespołu muzycznego, który akompaniował gościom w każdym programie), a gościem był jego dotychczasowy prowadzący Wojciech Jagielski.

## Nagrody i wyróżnienia
- Telekamery 2000 w kategorii najlepszy talk-show
- Telekamery 2001 w kategorii najlepszy talk-show